# حسین توکلی
حسین توکلی (زاده ۲۰ دی ۱۳۵۶ در محمودآباد) وزنه‌بردار بازنشسته ایرانی است.
وی در ۲۲ سالگی توانست ایران را پس از ۳۲ سال در رقابت‌های وزنه‌برداری المپیک صاحب مدال طلا کند.
مدال طلای توکلی برای کاروان ورزشی ایران در المپیک ۲۰۰۰ سیدنی بسیار پراهمیت بود، چرا که وی موفق شد طلسم عدم کسب مدال کل کاروان ورزشی ایران در المپیک ۲۰۰۰ را با کسب یک مدال با ارزش طلا بشکند و این به نوعی بهترین شروع کاروان ورزشی ایران برای کسب مدال‌های بیشتر در این دوره از بازیهای المپیک تابستانی بود. وی مدتی به عنوان سرمربی تیم ملی نوجوانان و جوانان ایران فعالیت نمود.
پس از این دوران به عنوان سرمربی تیم ملی بزرگسالان ایران مشغول بکار بوده و در انتها توسط علی مرادی رئیس فدراسیون وقت برکنار گردید. او در اواسط سال ۱۳۹۶ به عنوان مربی بدنسازی احسان حدادی نایب قهرمان المپیک در رشته پرتاب دیسک از سمت حدادی معرفی شد و انتقادات زیادی به او و حدادی شد که چگونه یک مربی وزنه‌برداری می‌تواند به یک پرتاب کننده دیسک کمک کند ولی توکلی و حدادی توانستند با کمک مک ویلکینز مربی آمریکایی حدادی به موفقیتهای بزرگی دست پیدا کنند و هدف اصلی آنها بازیهای المپیک ۲۰۲۰ توکیو بود.
همچنین توکلی در سال ۱۳۹۷ بعنوان سرمربی تیم ملی پاراوزنه برداری ایران انتخاب شد و علیرغم انتقاداتی که به این انتخاب بود موفق شد این تیم را در مسابقات جهانی قزاقستان ۲۰۱۹ بعنوان قهرمانی برساند.
حسین توکلی همچنین از سال ۲۰۱۰ تا ۲۰۱۲ به عنوان سرمربی تیم ملی وزنه‌برداری در کشور عمان فعالیت کرده است.

## نتایج
| سال                 | مکان                   | وزن            | یک‌ضرب (کیلوگرم) | یک‌ضرب (کیلوگرم) | یک‌ضرب (کیلوگرم) | یک‌ضرب (کیلوگرم) | دوضرب (کیلوگرم) | دوضرب (کیلوگرم) | دوضرب (کیلوگرم) | دوضرب (کیلوگرم) | مجموع          | رتبه           |
| سال                 | مکان                   | وزن            | ۱               | ۲               | ۳               | رتبه            | ۱               | ۲               | ۳               | رتبه            | مجموع          | رتبه           |
| بازی‌های المپیک      | بازی‌های المپیک         | بازی‌های المپیک | بازی‌های المپیک  | بازی‌های المپیک  | بازی‌های المپیک  | بازی‌های المپیک  | بازی‌های المپیک  | بازی‌های المپیک  | بازی‌های المپیک  | بازی‌های المپیک  | بازی‌های المپیک | بازی‌های المپیک |
| ------------------- | ---------------------- | -------------- | --------------- | --------------- | --------------- | --------------- | --------------- | --------------- | --------------- | --------------- | -------------- | -------------- |
| ۲۰۰۰                | سیدنی، استرالیا        | ۱۰۵ kg         | ۱۹۰             | ۱۹۵             | ۱۹۵             | ۲               | ۲۳۰             | ۲۳۵             | ۲۳۵             | ۲               | ۴۲۵            | 1              |
| قهرمانی جهان        |                        |                |                 |                 |                 |                 |                 |                 |                 |                 |                |                |
| ۱۹۹۹                | آتن، یونان             | 105 kg         | ۱۸۰             | ۱۸۵             | 190             | ۸               | ۲۱۵             | ۲۲۲٫۵           | ۲۲۷٫۵           | ۵               | ۴۰۷٫۵          | ۵              |
| ۲۰۰۱                | آنتالیا، ترکیه         | ۱۰۵ kg         | ۱۸۵             | ۱۹۰             | ۱۹۰             | ۹               | ۲۲۰             | ۲۲۰             | ۲۲۰             | --              | --             | --             |
| ۲۰۰۲                | ورشو، لهستان           | ۱۰۵ kg         | ۱۸۵             | 190             | 190             | ۷               | ۲۲۲٫۵           | ۲۳۰             | ۲۳۵             | ۴               | ۴۱۵            | ۵              |
| بازی‌های آسیایی      |                        |                |                 |                 |                 |                 |                 |                 |                 |                 |                |                |
| 1998                | بانکوک، تایلند         | 105 kg         | ۱۷۵             |                 |                 | ۵               | ۲۱۵             |                 |                 | ۵               | ۳۹۰            | ۵              |
| ۲۰۰۲                | بوسان، کره جنوبی       | ۱۰۵ kg         | ۱۸۰             | ۱۸۰             | ۱۸۷٫۵           | ۵               | ۲۲۰             | ۲۳۰             | ۲۳۲٫۵           | ۳               | ۴۰۰            | 3              |
| قهرمانی آسیا        |                        |                |                 |                 |                 |                 |                 |                 |                 |                 |                |                |
| ۱۹۹۹                | ووهان، جمهوری خلق چین  | ۱۰۵ kg         | ۱۷۵             |                 |                 | 2               | ۲۲۵٫۵           |                 |                 | 1               | ۴۰۰٫۵          | 1              |
| ۲۰۰۴                | آلماتی، قزاقستان       | ۱۰۵ kg         | ۱۸۰             |                 |                 | 1               | ۲۱۰             |                 |                 | 2               | ۳۹۰            | 2              |
| قهرمانی جوانان جهان |                        |                |                 |                 |                 |                 |                 |                 |                 |                 |                |                |
| ۱۹۹۷                | کیپ‌تاون، آفریقای جنوبی | ۹۹ kg          | ۱۴۰             | 150             | ۱۵۰             | ۶               | ۱۶۵             | ۱۷۰             | ۱۸۰             | ۵               | ۳۲۰            | ۶              |
| ۱۹۹۸                | صوفیه، بلغارستان       | ۱۰۵ kg         | ۱۶۰             | ۱۶۰             | ۱۶۰             | --              | ۱۸۵             | ۱۹۲٫۵           | ۱۹۷٫۵           | ۵               | --             | --             |